# Anathallis obovata
Anathallis obovata es una especie de orquídea epífita originaria de Brasil y de Paraguay, en donde se encuentra en la mata atlántica.

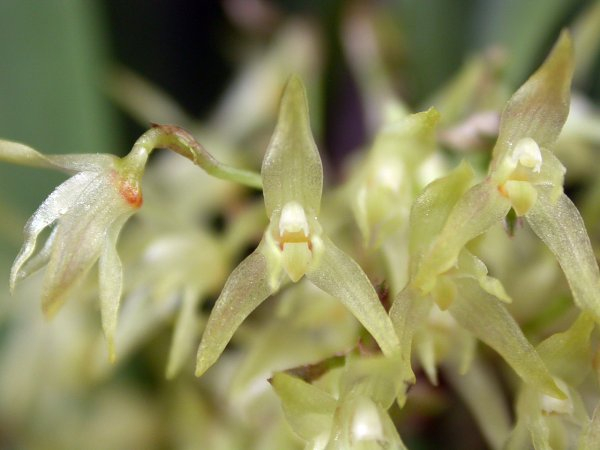
Detalle de la flor

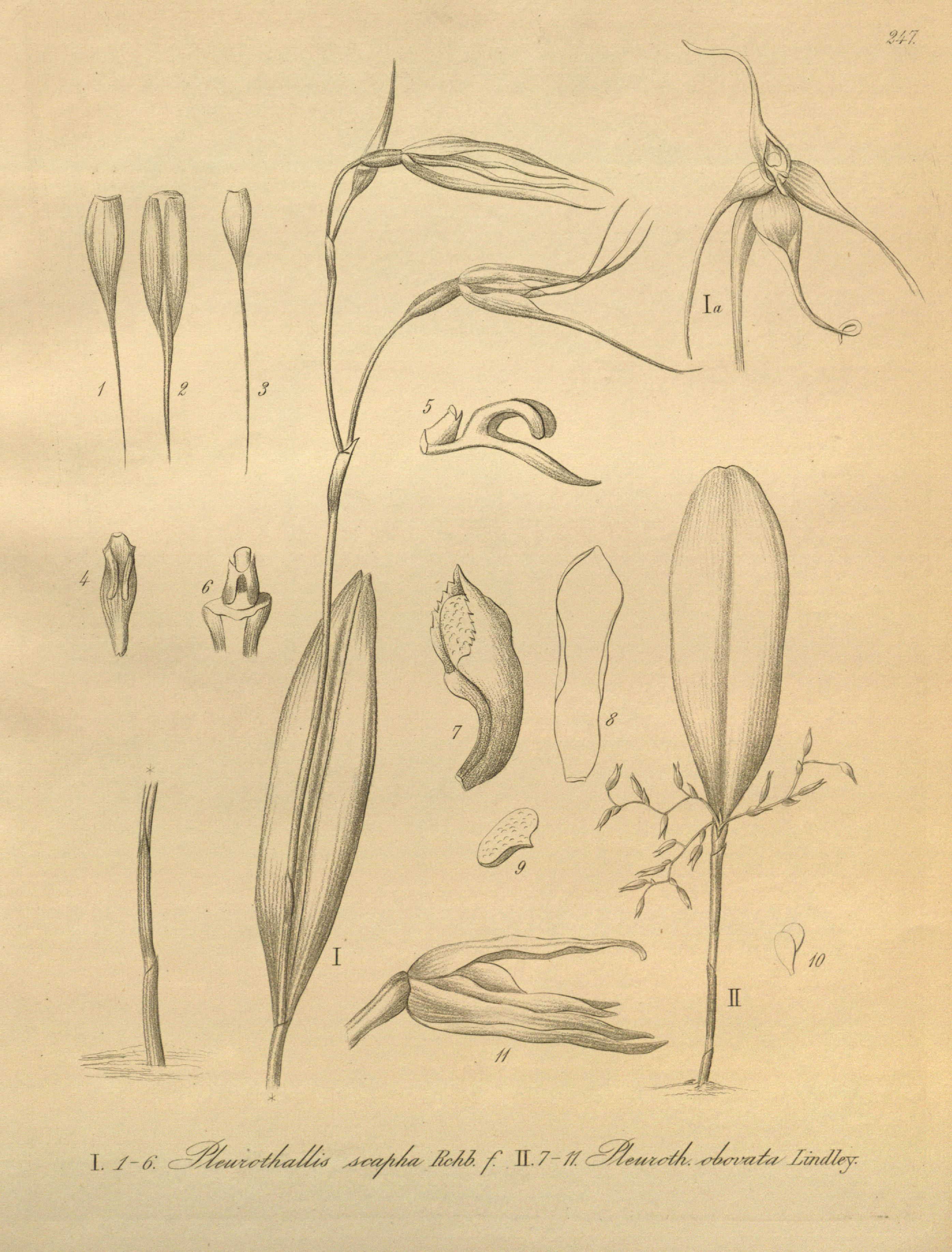
Ilustración

## Descripción
Es una orquídea de pequeño tamaño, unifoliada con hábito epífita con troncos erectos, delgados ramicaules envueltos basalmente por 2-3 vainas tubulares que lleva una sola hoja, apical, erecta, coriácea, elíptica a elíptico obovada, subaguda a obtusa, peciolada y cuneiforme abajo en el pecíolo. Florece en el invierno en una corta inflorescencia en forma de fascículo laxa con 3-4 flores cerca de la base de la hoja.

## Distribución y hábitat
Se encuentra en Nicaragua, Cuba, República Dominicana, Puerto Rico, Guyana, Venezuela, Colombia, Ecuador, Perú, Bolivia, Brasil y Argentina en los bosques montanos húmedos o bosques de piedemonte en elevaciones de 500 a 1.800 metros, en los árboles.

## Taxonomía
Anathallis obovata fue descrito por (Lindl.) Pridgeon & M.W.Chase y publicado en Lindleyana 16(4): 250. 2001.
Sinonimia
- Anathallis citrina (Schltr.) Pridgeon & M.W.Chase
- Anathallis dendrophila (Rchb.f.) Pridgeon & M.W.Chase
- Anathallis densiflora Barb.Rodr.
- Anathallis fasciculata Barb.Rodr.
- Anathallis guentheri (Schltr.) Pridgeon & M.W.Chase
- Anathallis micrantha Barb.Rodr.
- Anathallis osmosperma Barb.Rodr.
- Humboltia dendrophila (Rchb.f.) Kuntze
- Humboltia obovata (Lindl.) Kuntze
- Pleurothallis albida Lindl.
- Pleurothallis angustilabia Hoehne & Schltr.
- Pleurothallis brachyantha Schltr.
- Pleurothallis citrina Schltr.
- Pleurothallis dendrophila Rchb.f.
- Pleurothallis densiflora (Barb.Rodr.) Cogn.
- Pleurothallis densiflora var. parvifolia Garay
- Pleurothallis fasciculata (Barb.Rodr.) Cogn.
- Pleurothallis guentheri Schltr.
- Pleurothallis minutiflora Cogn.
- Pleurothallis modestiflora Schltr.
- Pleurothallis obovata (Lindl.) Lindl.
- Pleurothallis octomeriiformis Rchb.f.
- Pleurothallis osmosperma (Barb.Rodr.) Cogn.
- Pleurothallis stenoglossa Pabst
- Specklinia citrina (Schltr.) Luer
- Specklinia obovata Lindl.
- Stelis fasciculiflora Regel[2][4][5]